# Juncus kleinii
Juncus kleinii är en tågväxtart som beskrevs av Manuel Barros. Juncus kleinii ingår i släktet tåg, och familjen tågväxter. Inga underarter finns listade i Catalogue of Life.